# Bulbophyllum pectinatum
Bulbophyllum pectinatum är en orkidéart som beskrevs av Achille Eugène Finet. Bulbophyllum pectinatum ingår i släktet Bulbophyllum och familjen orkidéer. Inga underarter finns listade i Catalogue of Life.